# Karel Fajfr

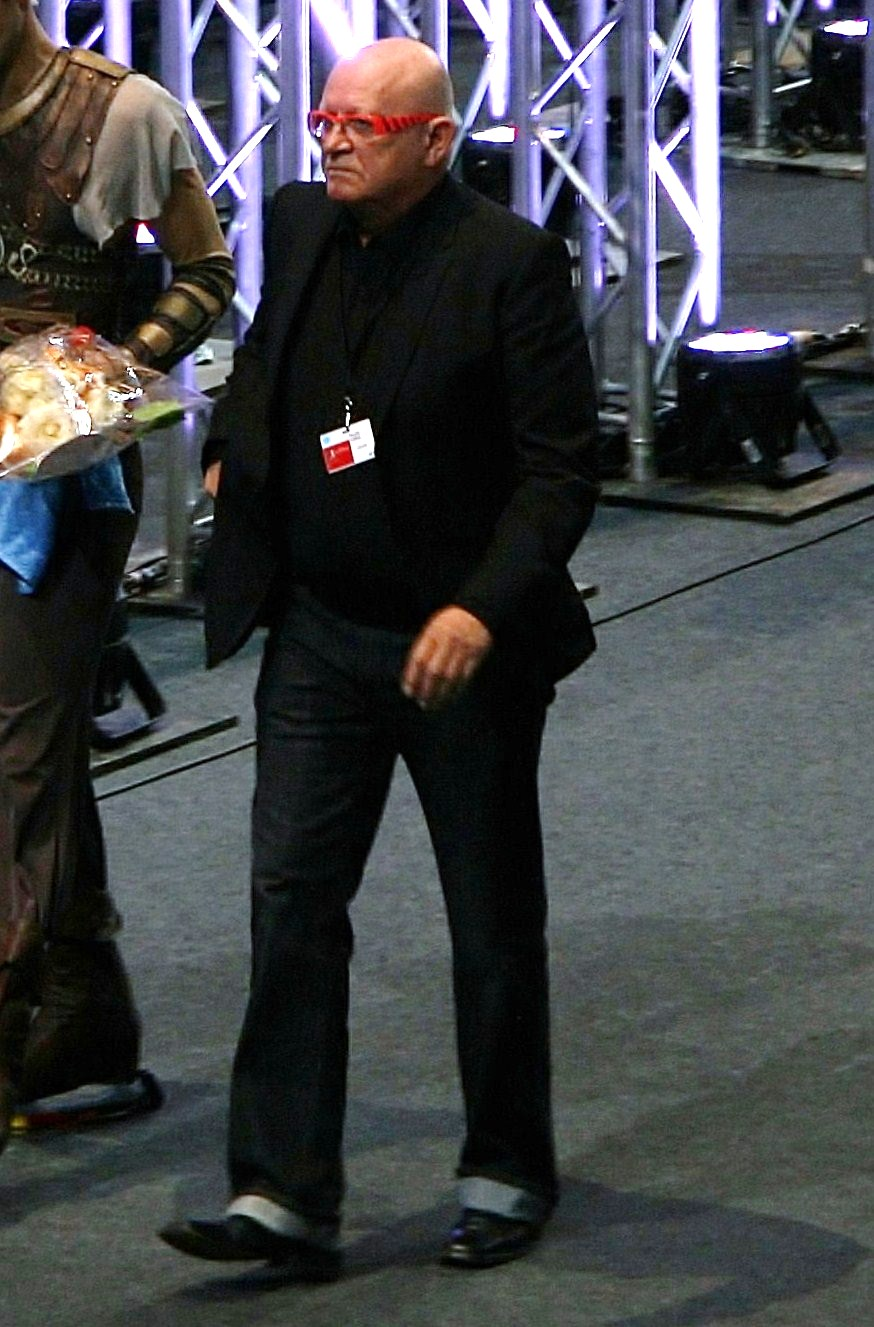
Karel Fajfr

Karel Fajfr (auch deutsch Karl Pfeifer; * 7. September 1943 in Brünn, Mähren) ist ein deutscher Eiskunstlauftrainer tschechischer Herkunft.

## Leben
Karel Fajfr begann im Alter von sechs Jahren mit dem Eiskunstlaufen. In den Jahren 1964 bis 1967 errang er viermal die tschechoslowakische Vizemeisterschaft im Paarlauf. Nach dem Prager Frühling 1968 setzte sich Fajfr nach Deutschland ab. In Stuttgart schloss er zunächst sein Architekturstudium ab, danach arbeitete er für die Neue Heimat (bis 1985).
Seit 1980 war Fajfr als Trainer beim TUS Waldau Stuttgart tätig, wo er seine Tochter Scarlett 1981 zur deutschen Jugendmeisterschaft brachte. Seine größten internationalen Erfolge verzeichnete er zur selben Zeit mit den Paarläufern Tina Riegel und Andreas Nischwitz. Weitere von Fajfr trainierte Sportler waren Heiko Fischer († 1989), Susanne Scheibe, Cornelia Tesch und Astrid Hochstetter. 
Im Jahr 2002 kehrte Fajfr als Trainer der zweifachen deutschen Meisterin Susanne Stadlmüller in die deutsche Eiskunstlaufszene zurück. Er arbeitet am Eissportzentrum in Oberstdorf, wo er unter anderem die mehrfache deutsche Meisterin Annette Dytrt sowie die Paarläufer Maylin Wende und Daniel Wende betreute.

## Missbrauchsvorwürfe
Mit rüden Trainingsmethoden machte Fajfr erstmals 1991 negative Schlagzeilen, als eine Ohrfeige gegen den damaligen deutschen Meister Daniel Weiss publik wurde. Nachdem im Herbst 1994 zwei Stuttgarter Nachwuchsläuferinnen Fajfr wegen Misshandlung und sexueller Übergriffe belastet hatten, eröffnete die Staatsanwaltschaft gegen ihn ein Ermittlungsverfahren. Am 4. Dezember 1995 wurde Fajfr von der Zweiten Strafkammer des Landgerichts Stuttgart wegen Misshandlung von Schutzbefohlenen, sexuellen Missbrauchs von Schutzbefohlenen in elf Fällen und Körperverletzung in zwei Fällen zu zwei Jahren Freiheitsstrafe auf Bewährung und einer Geldstrafe von insgesamt 25.000 DM verurteilt sowie mit einem dreijährigen Berufsverbot belegt. Ein Antrag auf Revision wurde vom Bundesgerichtshof verworfen.
Im Juli 2019 wurden von einem ehemaligen Eiskunstläufer aus Würzburg neue Vorwürfe gegen Karel Fajfr Publik gemacht.